# Lekkoatletyka na Letnich Igrzyskach Olimpijskich 1928 – bieg na 100 m kobiet
Bieg na 100 metrów kobiet był jedną z konkurencji rozgrywanych podczas VIII Letnich Igrzysk Olimpijskich. Biegi zostały rozegrane w dniach 30–31 lipca 1928 roku.

## Terminarz
| Data          |               |           |
| ------------- | ------------- | --------- |
| 30 lipca 1928 | Eliminacje    | Półfinały |
| 30 lipca 1928 | 31 lipca 1928 | Finał     |

## Wyniki
Z każdego z 9 biegów do półfinału awansowały dwie najlepsze zawodniczki. Do finału z każdego półfinału awansowały dwie zawodniczki.

### Eliminacje

#### Bieg 1
| Poz. | Zawodniczka    | Reprezentacja | Czas | Uwagi |
| ---- | -------------- | ------------- | ---- | ----- |
| 1.   | Anni Holdmann  | Niemcy        | 13,0 | Q     |
| 2.   | Edith Robinson | Australia     | b.d. | Q     |
| 3.   | Derna Polazzo  | Włochy        | b.d. |       |

#### Bieg 2
| Poz. | Zawodniczka    | Reprezentacja     | Czas | Uwagi |
| ---- | -------------- | ----------------- | ---- | ----- |
| 1.   | Erna Steinberg | Niemcy            | 12,8 | Q     |
| 2.   | Mary Washburn  | Stany Zjednoczone | 12,8 | Q     |
| 3.   | Nettie Grooss  | Holandia          | 12,9 |       |
| 4.   | Ruth Svedberg  | Szwecja           | b.d. |       |

#### Bieg 3
| Poz. | Zawodniczka      | Reprezentacja     | Czas | Uwagi |
| ---- | ---------------- | ----------------- | ---- | ----- |
| 1.   | Kinue Hitomi     | Japonia           | 12,8 | Q     |
| 2.   | Florence Bell    | Kanada            | 13,0 | Q     |
| 3.   | Anne O’Brien     | Stany Zjednoczone | 13,1 |       |
| 4.   | Matilde Moraschi | Włochy            | 13,6 |       |

#### Bieg 4
| Poz. | Zawodniczka     | Reprezentacja     | Czas | Uwagi |
| ---- | --------------- | ----------------- | ---- | ----- |
| 1.   | Helene Junker   | Niemcy            | 12,8 | Q     |
| 2.   | Elta Cartwright | Stany Zjednoczone | b.d. | Q     |
| 3.   | Yolande Plancke | Francja           | b.d. |       |

#### Bieg 5
| Poz. | Zawodniczka       | Reprezentacja | Czas | Uwagi |
| ---- | ----------------- | ------------- | ---- | ----- |
| 1.   | Georgette Gagneux | Francja       | 13,0 | Q     |
| 2.   | Maud Sundberg     | Szwecja       | b.d. | Q     |
| 3.   | Luigia Bonfanti   | Włochy        | b.d. |       |

#### Bieg 6
| Poz. | Zawodniczka    | Reprezentacja              | Czas | Uwagi |
| ---- | -------------- | -------------------------- | ---- | ----- |
| 1.   | Helene Schmidt | Niemcy                     | 12,8 | Q     |
| 2.   | Marjorie Clark | Żwiązek Południowej Afryki | 13,0 | Q     |
| 3.   | Lucienne Velu  | Francja                    | 13,1 |       |
| 4.   | Rie Briejèr    | Holandia                   | 13,5 |       |

#### Bieg 7
| Poz. | Zawodniczka     | Reprezentacja     | Czas | Uwagi |
| ---- | --------------- | ----------------- | ---- | ----- |
| 1.   | Fanny Rosenfeld | Kanada            | 12,6 | Q     |
| 2.   | Betty Robinson  | Stany Zjednoczone | b.d. | Q     |
| 3.   | Lies Aengenendt | Holandia          | 13,0 |       |

#### Bieg 8
| Poz. | Zawodniczka    | Reprezentacja | Czas | Uwagi |
| ---- | -------------- | ------------- | ---- | ----- |
| 1.   | Myrtle Cook    | Kanada        | 12,8 | Q     |
| 2.   | Norma Wilson   | Nowa Zelandia | 13,0 | Q     |
| 3.   | Bets ter Horst | Holandia      | 13,0 |       |

#### Bieg 9
| Poz. | Zawodniczka         | Reprezentacja | Czas | Uwagi |
| ---- | ------------------- | ------------- | ---- | ----- |
| 1.   | Ethel Smith         | Kanada        | 12,6 | Q     |
| 2.   | Marguerite Radideau | Francja       | b.d. | Q     |
| 3.   | Zinaida Liepiņa     | Łotwa         | b.d. |       |
| 4.   | Sidonie Verschueren | Belgia        | b.d  |       |

### Półfinały

#### Bieg 1
| Poz. | Zawodniczka       | Reprezentacja              | Czas | Uwagi |
| ---- | ----------------- | -------------------------- | ---- | ----- |
| 1.   | Fanny Rosenfeld   | Kanada                     | 12,4 | Q     |
| 2.   | Ethel Smith       | Kanada                     | b.d. | Q     |
| 3.   | Georgette Gagneux | Francja                    | b.d. |       |
| 4.   | Anni Holdmann     | Niemcy                     | b.d. |       |
| 5.   | Mary Washburn     | Stany Zjednoczone          | b.d. |       |
| 6.   | Marjorie Clark    | Związek Południowej Afryki | b.d. |       |

#### Bieg 2
| Poz. | Zawodniczka    | Reprezentacja     | Czas | Uwagi |
| ---- | -------------- | ----------------- | ---- | ----- |
| 1.   | Betty Robinson | Stany Zjednoczone | 12,4 | Q     |
| 2.   | Myrtle Cook    | Kanada            | b.d. | Q     |
| 3.   | Edith Robinson | Australia         | b.d. |       |
| 4.   | Kinue Hitomi   | Japonia           | b.d. |       |
| 5.   | Helene Junker  | Niemcy            | b.d. |       |
| 6.   | Maud Sundberg  | Szwecja           | b.d. |       |

#### Bieg 3
| Poz. | Zawodniczka         | Reprezentacja     | Czas | Uwagi |
| ---- | ------------------- | ----------------- | ---- | ----- |
| 1.   | Helene Schmidt      | Niemcy            | 12,8 | Q     |
| 2.   | Erna Steinberg      | Niemcy            | 12,9 | Q     |
| 3.   | Florence Bell       | Kanada            | b.d. |       |
| 4.   | Elta Cartwright     | Stany Zjednoczone | b.d. |       |
| 5.   | Norma Wilson        | Nowa Zelandia     | b.d. |       |
| 6.   | Marguerite Radideau | Francja           | b.d. |       |

### Finał
| Poz. | Zawodniczka     | Reprezentacja     | Czas | Uwagi |
| ---- | --------------- | ----------------- | ---- | ----- |
| 1.   | Betty Robinson  | Stany Zjednoczone | 12,2 | WR    |
| 2.   | Fanny Rosenfeld | Kanada            | 12,3 |       |
| 3.   | Ethel Smith     | Kanada            | 12,3 |       |
| 4.   | Erna Steinberg  | Niemcy            | 12,4 |       |
| -    | Myrtle Cook     | Kanada            | DNS  |       |
| -    | Helene Schmidt  | Niemcy            | DNS  |       |